# Нусратов, Худойдод
Худойдод Нусратов (26 июня 1985) — таджикский футболист, нападающий.

## Биография
Одним из первых клубов в карьере футболиста был в 2006 году «Хисор» (Гиссар), выступавший в первой лиге Таджикистана. После первого круга сезона 2006 года «Хисор» лидировал в турнире, а Нусратов шёл в группе лидеров в споре бомбардиров с 9 голами в 8 турах. Однако во время летнего перерыва команда прекратила существование.
Осенью 2006 года футболист выступал в высшем дивизионе Таджикистана за душанбинское «Динамо», бывшее тогда базовым клубом молодёжной сборной страны. Один из первых своих голов в высшей лиге забил в ноябре 2006 года в матче против клуба «Хима» (1:8).
В 2008 году присоединился к команде первой лиги «Истиклол», где стал одним из лидеров нападения. «Истиклол» одержал победы во всех 34 матчах чемпионата, забив более 200 голов, а Нусратов стал автором рекордных 85 голов — 78 в регулярном сезоне (30 матчей) и 7 — в финальной пульке (4 матча). Его партнёром по линии атаки в том сезоне был сын президента Таджикистана Рустам Эмомали. После выхода «Истиклола» в высший дивизион команда укрепилась форвардами национальной сборной и Нусратов потерял место в основе. Тем не менее, он ещё два сезона выступал за команду, в 2009 году стал автором трёх голов, а в 2010 году — ни одного (но отличился в полуфинале Кубка страны). Первый гол в высшей лиге за «Истиклол» забил 12 апреля 2009 года в ворота «Вахша». В 2009 году стал обладателем Кубка, в 2010 году — чемпионом и обладателем Кубка Таджикистана.
В 2011 году выступал в составе дебютанта высшей лиги «Шодмон» (Гиссар) и стал лучшим бомбардиром своего клуба с 7 голами. В 2012 году играл за столичный «Энергетик». 8 ноября 2012 года во время беспорядков на матче «Истаравшан»-«Энергетик» получил травму ноги — один из болельщиков порезал ему сухожилие осколком бутылки, в результате футболист был вынужден пропустить более года.
В 2014 году, выступая за «Куктош» (Рудаки), стал лучшим бомбардиром душанбинской зоны первой лиги с 19 голами, а также забил один гол в матчах финального турнира. По итогам сезона «Куктош» завоевал малые серебряные медали. В 2015 году футболист продолжал играть за «Куктош» и в середине сезона шёл среди лидеров спора бомбардиров первой лиги.
Также в конце карьеры играл на любительском уровне за «Айни» и «Сохтмони Кишвар», становился финалистом Кубка Мэрии и Кубка федерации футбола г. Душанбе.